# Liste der brasilianischen Botschafter in Rumänien
1880 nahmen die Regierungen von Brasilien und Rumänien diplomatische Beziehungen auf.
Ende 1927 war Nicolae Titulescu der Geschäftsträger in Rio de Janeiro, der ersten rumänischen Botschaft in Südamerika.
Am 27. Juni 1929 wurde José Thomaz Nabuco De Gouvêa als Ministro Plenipotenciario auf dem Baldevard Dacia 28 akkreditiert.
Die Botschaft befindet sich auf dem Bulevardul Aviatorilor 40 in Bukarest.
| Ernannt / Akkreditiert | Name                                                          | Bemerkungen | ernannt von                      | akkreditiert bei       | Posten verlassen |
| ---------------------- | ------------------------------------------------------------- | --- | -------------------------------- | ---------------------- | ---------------- |
| 27. Juni 1929          | José Thomaz Nabuco De Gouvêa                                  | außerordentlicher Gesandter und Ministre plénipotentiaire | Washington Luís Pereira de Sousa | Michael I.             | 15. Okt. 1929    |
| 15. Okt. 1929          | Labienno Salgado dos Santos                                   | Geschäftsträger | Washington Luís Pereira de Sousa | Michael I.             | 17. Juli 1930    |
| 17. Juli 1930          | José Thomaz Nabuco De Gouvêa                                  | außerordentlicher Gesandter und Ministre plénipotentiaire | Getúlio Vargas                   | Karl II.               | 18. Mai 1934     |
| 16. Mai 1934           | Labienno Salgado dos Santos                                   | Geschäftsträger | Getúlio Vargas                   | Karl II.               | 27. Juli 1934    |
| 28. Juli 1934          | Hildebrando Pompeu Pinto Accloly                              | außerordentlicher Gesandter und Ministre plénipotentiaire | Getúlio Vargas                   | Karl II.               | 12. Juni 1935    |
| 12. Juni 1935          | Labienno Salgado dos Santos                                   | Geschäftsträger | Getúlio Vargas                   | Karl II.               | 16. Jan. 1936    |
| 17. Jan. 1936          | Manuel Coelho Rodriguez                                       | außerordentlicher Gesandter und Ministre plénipotentiaire | Getúlio Vargas                   | Karl II.               | 3. Mai 1937      |
| 28. Juni 1937          | Ciro de Freitas Vale                                          | | Getúlio Vargas                   | Karl II.               | 10. Dez. 1938    |
| 20. Dez. 1938          | Labienno Salgado dos Santos                                   | Geschäftsträger | Getúlio Vargas                   | Karl II.               | 8. Feb. 1939     |
| 1939                   | Mauro de Freitas                                              | Geschäftsträger | Getúlio Vargas                   | Karl II.               |                  |
| 2. Apr. 1939           | Carlos Celso de Ouro-Preto                                    | außerordentlicher Gesandter und Ministre plénipotentiaire | Getúlio Vargas                   | Karl II.               | 26. März 1939    |
| 28. März 1939          | Sem missão diplomática - 28-03-1939 a 19-04-1939 a 19-04-1962 | | Getúlio Vargas                   | Karl II.               | 19. Apr. 1962    |
| 20. Apr. 1962          | Carlos Jacyntho de Barros                                     | außerordentlicher Gesandter und Ministre plénipotentiaire | João Goulart                     | Gheorghe Gheorghiu-Dej | 24. Juni 1965    |
| 1965                   | Joâo Tabajara de Oliveira                                     | Geschäftsträger | Humberto Castelo Branco          | Chivu Stoica           | 1966             |
| 14. Jan. 1966          | Jorge de Oliveira Mais                                        | außerordentlicher Gesandter und Ministre plénipotentiaire | Humberto Castelo Branco          | Chivu Stoica           | 12. Okt. 1967    |
| 1967                   | Mário César de Moraes Pitâo                                   | Geschäftsträger | Artur da Costa e Silva           | Nicolae Ceaușescu      |                  |
| 1967                   | Márcio de Alencar Ramalho                                     | Geschäftsträger | Artur da Costa e Silva           | Nicolae Ceaușescu      | 1968             |
| 4. Mai 1968            | Marcos António de Salvo Coimbra                               | außerordentlicher Gesandter und Ministre plénipotentiaire | Artur da Costa e Silva           | Nicolae Ceaușescu      | 28. Juni 1972    |
| 1972                   | Fernando Salvo e Souza                                        | Geschäftsträger | Emílio Garrastazu Médici         | Nicolae Ceaușescu      | 1973             |
| 9. Juli 1974           | Paulo Braz Pinto da Silva                                     | | Ernesto Geisel                   | Nicolae Ceaușescu      | 25. Mai 1975     |
| 26. Mai 1975           | Laêl Simões Barbosa Soares                                    | Geschäftsträger | Ernesto Geisel                   | Nicolae Ceaușescu      | 10. Juni 1974    |
| 11. Juni 1974          | Paulo Braz Pinto da Silva                                     | | Ernesto Geisel                   | Nicolae Ceaușescu      | 1976             |
| 1978                   | Carlos dos Santos Veras                                       | | Ernesto Geisel                   | Nicolae Ceaușescu      |                  |
| 1996                   | Jerônimo Moscardo                                             | | Fernando Henrique Cardoso        | Emil Constantinescu    | 2003             |
| 21. Juni 2004          | Hildebrando Tadeu Nascimento Valadares                        | (* 1946), 2012: Botschafter in Doha | Luiz Inácio Lula da Silva        | Traian Băsescu         | 2007             |
| 1. Feb. 2007           | Vitor Candido Paim Gobato                                     | (* 1. März 1947 in Antonio Prado, Rio Grande do Sul) Sohn von Maria Candida Paim Gobato und Vitorino Angelo Gobato; 1991: Konsul in Ciudad Guayana, 1995: Gesandtschaftsrat in Paris, 2002 Botschafter in Praia, Kap Verde. | Luiz Inácio Lula da Silva        | Traian Băsescu         | 2011             |
| 2011                   | Raymundo Santos Rocha Magno                                   | | Dilma Rousseff                   | Traian Băsescu         | 25. Juni 2013    |
| 25. Juni 2013          | Eduardo Augusto Ibiapina de Seixas                            | [ 4 ] |                                  |                        |                  |